# ميثاق الأمم المتحدة (فصل ثالث عشر)
ميثاق الأمم المتحدة الفصل الثالث عشر: في مجلس الوصاية

## المادة 86
1. يتألف مجلس الوصاية من أعضاء «الأمم المتحدة» الآتي بيانهم:
(أ) الأعضاء الذين يتولون إدارة أقاليم مشمولة بالوصاية؛
(ب) الأعضاء المذكورون بالاسم في المادة 23 الذين لا يتولون إدارة أقاليم مشمولة بالوصاية؛
(ج) العدد الذي يلزم من الأعضاء الآخرين لكفالة أن يكون جملة أعضاء مجلس الوصاية فريقين متساويين، أحدهما الأعضاء الذين يقومون بإدارة الأقاليم المشمولة بالوصاية، والآخر الأعضاء الذين خلوا من تلك الإدارة. وتنتخب الجمعية العامة هؤلاء الأعضاء لمدة ثلاث سنوات.
2. يعين كل عضو من أعضاء مجلس الوصاية من يراه أهلاً بوجه خاص لتمثيله في هذا المجلس.

## الوظائف والسلطـات

### المادة 87
لكل من الجمعية العامة ومجلس الوصاية عاملاً تحت إشرافها، وهما يقومان بأداء وظائفهما:
(أ) أن ينظر في التقارير التي ترفعها السلطة القائمة بالإدارة.
(ب) أن يقبل العرائض ويفحصها بالتشاور مع السلطة القائمة بالإدارة.
(ج) أن يقبل العرائض ويفحصها بالتشاور مع السلطة القائمة بالإدارة.
(د) أن يتخذ هذه التدابير وغيرها، وفقا للشروط المبينة في اتفاقات الوصاية.

## المادة 88
يضع مجلس الوصاية طائفة من الأسئلة عن تقدم سكان كل إقليم مشمول بالوصاية في الشؤون السياسية والاقتصادية والاجتماعية والتعليمية. وتقدم السلطة القائمة بالإدارة في كل إقليم مشمول بالوصاية داخل اختصاص الجمعية العامة تقريراً سنوياً للجمعية العامة موضوعاً على أساس هذه الأسئلة.

## التصويت

### المادة 89
1. يكون لك عضو في مجلس الوصاية صوت واحد.

1. تصدر قرارات مجلس الوصاية بأغلبية الأعضاء الحاضرين المشتركين في التصويت.

## الإجـراءات

### المادة 90
1. يضع مجلس الوصاية لائحة إجراءاته ومنها طريقة اختيار رئيسه.
2. يجتمع مجلس الوصاية كلما دعت الحاجة لذلك وفقاً للائحة التي يسنها. ويجب أن تتضمن تلك اللائحة النص على دعوته للاجتماع بناءً على طلب يقدم من أغلبية أعضائه.

### المادة 91
يستعين مجلس الوصاية، كلما كان ذلك مناسباً، بالمجلس الاقتصادي والاجتماعي وبالوكالات المتخصصة في كل ما يختص به كل منها من الشؤون.

## انظر ايضاً
| ميثاق الأمم المتحدة                                                              |
| -------------------------------------------------------------------------------- |
|                                                                                  |
| الفصل الأول في مقاصد الهيئة ومبادئها                                             |
| الفصل الثاني فـي العضوية                                                         |
| الفصل الثالث فـي فروع الهيئـة                                                    |
| الفصل الرابع في الجمعيـة العـامة                                                 |
| الفصل الخامس في مجلـس الأمـن                                                     |
| الفصل السادس في حل المنازعات حلاً سلمياً                                           |
| الفصل السابع فيما يتخذ من الأعمال في حالات تهديد السلم والإخلال به ووقوع العدوان |
| الفصل الثامن في التنظيمات الإقليمية                                              |
| الفصل التاسع في التعاون الدولي الاقتصادي والاجتماعي                              |
| الفصل العاشر المجلس الاقتصادي والاجتماعي                                         |
| الفصل الحادي عشر تصريح يتعلق بالأقاليم غير المتمتعة بالحكم الذاتي                |
| الفصل الثاني عشر في نظام الوصاية الدولي                                          |
| الفصل الثالث عشر في مجلس الوصاية                                                 |
| الفصل الرابع عشر في محكمة العدل الدولية                                          |
| الفصل الخامس عشر في الأمـانة                                                     |
| الفصل السادس عشر أحكـام متنوعـة                                                  |
| الفصل السابع عشر في تدابير حفظ الأمن في فترة الانتقال                            |
| الفصل الثامن عشر في تعديل الميثاق                                                |
| الفصل التاسع عشر في التصديق والتوقيع                                             |